# Artistique-Europameisterschaft 2013

Logo CEB (ausrichtender Verband)

Veranstaltungsort: Brandenburg / Havel

Die Billard-Artistique-Europameisterschaft 2013 war das 44. Turnier in dieser Disziplin des Karambolagebillards und fand vom 18. bis zum 20. April 2013 in Brandenburg an der Havel statt.

## Modus
Im Turnier (3 Gewinnsätze) gab es eine Qualifikation mit vier Gruppen à vier Spieler.

Die beiden Gruppenbesten und acht gesetzte Spieler qualifizierten sich für die K.-o.-Runde.

Bei gleicher Matchpunktzahl zählt der bessere prozentuale Durchschnitt.

Gewertet wurde wie folgt:
1. MP = Match-Punkte
2. SP = Satz-Punkte
3. % = Prozentual gelöste Figuren

### Qualifikation
| Abschlusstabelle Gruppe A | Abschlusstabelle Gruppe A | Abschlusstabelle Gruppe A | Abschlusstabelle Gruppe A | Abschlusstabelle Gruppe A | Abschlusstabelle Gruppe A | Abschlusstabelle Gruppe A | Abschlusstabelle Gruppe A | Abschlusstabelle Gruppe A |
| Platz                     | Name                      | MP                        | SP                        | Pkt                       | Vers.                     | %                         | Best %                    |                           |
| ------------------------- | ------------------------- | ------------------------- | ------------------------- | ------------------------- | ------------------------- | ------------------------- | ------------------------- | ------------------------- |
| 1                         | Walter Bax                | 6                         | 9:2                       | 473                       | 700                       | 65,57 %                   | 69,47 %                   |                           |
| 2                         | Serdar Gümüş              | 4                         | 7:4                       | 408                       | 702                       | 58,11 %                   | 67,63 %                   |                           |
| 3                         | Franz Heigl               | 2                         | 4:6                       | 351                       | 670                       | 52,38 %                   | 60,54 %                   |                           |
| 4                         | Thomas Zinsmeister        | 0                         | 1:9                       | 274                       | 624                       | 43,91 %                   | –                         |                           |

| Abschlusstabelle Gruppe B | Abschlusstabelle Gruppe B | Abschlusstabelle Gruppe B | Abschlusstabelle Gruppe B | Abschlusstabelle Gruppe B | Abschlusstabelle Gruppe B | Abschlusstabelle Gruppe B | Abschlusstabelle Gruppe B | Abschlusstabelle Gruppe B |
| Platz                     | Name                      | MP                        | SP                        | Pkt                       | Vers.                     | %                         | Best %                    |                           |
| ------------------------- | ------------------------- | ------------------------- | ------------------------- | ------------------------- | ------------------------- | ------------------------- | ------------------------- | ------------------------- |
| 1                         | Eric Vervliet             | 6                         | 9:1                       | 434                       | 625                       | 69,44 %                   | 80,80 %                   |                           |
| 2                         | Rob Scholtes              | 4                         | 7:4                       | 375                       | 703                       | 53,34 %                   | 69,19 %                   |                           |
| 3                         | Juan Carlos Cuadrado      | 2                         | 3:7                       | 362                       | 673                       | 53,78 %                   | 51,85 %                   |                           |
| 4                         | Santo Viglianesi          | 0                         | 2:9                       | 283                       | 747                       | 37,88 %                   | –                         |                           |

| Abschlusstabelle Gruppe C | Abschlusstabelle Gruppe C | Abschlusstabelle Gruppe C | Abschlusstabelle Gruppe C | Abschlusstabelle Gruppe C | Abschlusstabelle Gruppe C | Abschlusstabelle Gruppe C | Abschlusstabelle Gruppe C | Abschlusstabelle Gruppe C |
| Platz                     | Name                      | MP                        | SP                        | Pkt                       | Vers.                     | %                         | Best %                    |                           |
| ------------------------- | ------------------------- | ------------------------- | ------------------------- | ------------------------- | ------------------------- | ------------------------- | ------------------------- | ------------------------- |
| 1                         | Michael Hammen            | 6                         | 9:0                       | 402                       | 573                       | 70,15 %                   | 71,66 %                   |                           |
| 2                         | Robert Immervoll          | 4                         | 6:6                       | 405                       | 784                       | 51,65 %                   | 59,28 %                   |                           |
| 3                         | David Keller              | 2                         | 5:8                       | 441                       | 852                       | 51,76 %                   | 60,06 %                   |                           |
| 4                         | René Dericks              | 0                         | 3:9                       | 376                       | 813                       | 46,24 %                   | –                         |                           |

| Abschlusstabelle Gruppe D | Abschlusstabelle Gruppe D | Abschlusstabelle Gruppe D | Abschlusstabelle Gruppe D | Abschlusstabelle Gruppe D | Abschlusstabelle Gruppe D | Abschlusstabelle Gruppe D | Abschlusstabelle Gruppe D | Abschlusstabelle Gruppe D |
| Platz                     | Name                      | MP                        | SP                        | Pkt                       | Vers.                     | %                         | Best %                    |                           |
| ------------------------- | ------------------------- | ------------------------- | ------------------------- | ------------------------- | ------------------------- | ------------------------- | ------------------------- | ------------------------- |
| 1                         | Erik Vijferberg           | 6                         | 9:2                       | 455                       | 714                       | 63,72 %                   | 80,55 %                   |                           |
| 2                         | Hector Cuadrado           | 4                         | 8:6                       | 531                       | 952                       | 55,77 %                   | 64,10 %                   |                           |
| 3                         | Baris Cin                 | 2                         | 5:6                       | 427                       | 776                       | 55,02 %                   | 50,00 %                   |                           |
| 4                         | Lázló Tóth                | 0                         | 1:9                       | 243                       | 639                       | 38,02 %                   | –                         |                           |

## Finalrunde
Gespielt wurden drei Gewinnsätze.
|  | Achtelfinale Best of 5 Sets | Achtelfinale Best of 5 Sets |                |                     | Viertelfinale Best of 5 Sets | Viertelfinale Best of 5 Sets |  |  | Halbfinale Best of 5 Sets | Halbfinale Best of 5 Sets |  |  | Finale Best of 5 Sets | Finale Best of 5 Sets |
|  |                             |                             |                |                     |                              |                              |  |  |                           |                           |  |  |                       |                       |
|  |                             |                             |                |                     |                              |                              |  |  |                           |                           |  |  |                       |                       |
|  | Serdar Gümüş                | 2/3/207/348/59,48 %         |                |                     |                              |                              |  |  |                           |                           |  |  |                       |                       |
|  | Sander Jonen                | 2/2/206/330/62,42 %         |                |                     |                              |                              |  |  |                           |                           |  |  |                       |                       |
|  | Sander Jonen                | 2/2/206/330/62,42 %         | Serdar Gümüş   | 2/3/201/246/78,51 % |                              |                              |  |  |                           |                           |  |  |                       |                       |
|  |                             |                             | Serdar Gümüş   | 2/3/201/246/78,51 % |                              |                              |  |  |                           |                           |  |  |                       |                       |
|  |                             |                             |                |                     | Michael Hammen               | 0/1/170/253/67,19 %          |  |  |                           |                           |  |  |                       |                       |
|  | Michael Hammen              | 2/3/175/263/66,53 %         |                |                     | Michael Hammen               | 0/1/170/253/67,19 %          |  |  |                           |                           |  |  |                       |                       |
|  | Michael Hammen              | 2/3/175/263/66,53 %         |                |                     |                              |                              |  |  |                           |                           |  |  |                       |                       |
|  | Xavier Fonellosa            | 0/1/162/263/61,59 %         |                |                     |                              |                              |  |  |                           |                           |  |  |                       |                       |
|  | Xavier Fonellosa            | 0/1/162/263/61,59 %         | Serdar Gümüş   | 2/3/219/348/62,93 % |                              |                              |  |  |                           |                           |  |  |                       |                       |
|  |                             |                             | Serdar Gümüş   | 2/3/219/348/62,93 % |                              |                              |  |  |                           |                           |  |  |                       |                       |
|  |                             |                             |                | Jean Reverchon      | 0/2/207/321/64,48 %          |                              |  |  |                           |                           |  |  |                       |                       |
|  | Jean Reverchon              | 2/3/165/245/67,34 %         |                | Jean Reverchon      | 0/2/207/321/64,48 %          |                              |  |  |                           |                           |  |  |                       |                       |
|  | Jean Reverchon              | 2/3/165/245/67,34 %         |                |                     |                              |                              |  |  |                           |                           |  |  |                       |                       |
|  | Robert Immervoll            | 0/1/128/253/50,59 %         |                |                     |                              |                              |  |  |                           |                           |  |  |                       |                       |
|  | Robert Immervoll            | 0/1/128/253/50,59 %         | Jean Reverchon | 2/3/212/338/62,72 % |                              |                              |  |  |                           |                           |  |  |                       |                       |
|  |                             |                             | Jean Reverchon | 2/3/212/338/62,72 % |                              |                              |  |  |                           |                           |  |  |                       |                       |
|  |                             |                             |                |                     | Thomas Ahrens                | 0/2/197/348/56,60 %          |  |  |                           |                           |  |  |                       |                       |
|  | Thomas Ahrens               | 2/3/181/246/73,57 %         |                |                     | Thomas Ahrens                | 0/2/197/348/56,60 %          |  |  |                           |                           |  |  |                       |                       |
|  | Thomas Ahrens               | 2/3/181/246/73,57 %         |                |                     |                              |                              |  |  |                           |                           |  |  |                       |                       |
|  | Erik Vijferberg             | 0/1/141/248/56,85 %         |                |                     |                              |                              |  |  |                           |                           |  |  |                       |                       |
|  | Erik Vijferberg             | 0/1/141/248/56,85 %         | Serdar Gümüş   | 0/1/209/290/72,06 % |                              |                              |  |  |                           |                           |  |  |                       |                       |
|  |                             |                             | Serdar Gümüş   | 0/1/209/290/72,06 % |                              |                              |  |  |                           |                           |  |  |                       |                       |
|  |                             |                             |                | Eric Daelman        | 2/3/240/280/85,71 %          |                              |  |  |                           |                           |  |  |                       |                       |
|  | Eric Daelman                | 2/3/192/280/68,57 %         |                | Eric Daelman        | 2/3/240/280/85,71 %          |                              |  |  |                           |                           |  |  |                       |                       |
|  | Eric Daelman                | 2/3/192/280/68,57 %         |                |                     |                              |                              |  |  |                           |                           |  |  |                       |                       |
|  | Hector Cuadrado             | 0/1/152/270/56,29 %         |                |                     |                              |                              |  |  |                           |                           |  |  |                       |                       |
|  | Hector Cuadrado             | 0/1/152/270/56,29 %         | Eric Daelman   | 2/3/267/338/78,99 % |                              |                              |  |  |                           |                           |  |  |                       |                       |
|  |                             |                             | Eric Daelman   | 2/3/267/338/78,99 % |                              |                              |  |  |                           |                           |  |  |                       |                       |
|  |                             |                             |                |                     | Eric Vervliet                | 0/2/249/330/75,45 %          |  |  |                           |                           |  |  |                       |                       |
|  | Eric Vervliet               | 2/3/149/215/69,30 %         |                |                     | Eric Vervliet                | 0/2/249/330/75,45 %          |  |  |                           |                           |  |  |                       |                       |
|  | Eric Vervliet               | 2/3/149/215/69,30 %         |                |                     |                              |                              |  |  |                           |                           |  |  |                       |                       |
|  | Haci Arap Yaman             | 0/0/122/208/58,65 %         |                |                     |                              |                              |  |  |                           |                           |  |  |                       |                       |
|  | Haci Arap Yaman             | 0/0/122/208/58,65 %         | Eric Daelman   | 2/3/215/280/76,78 % |                              |                              |  |  |                           |                           |  |  |                       |                       |
|  |                             |                             | Eric Daelman   | 2/3/215/280/76,78 % |                              |                              |  |  |                           |                           |  |  |                       |                       |
|  |                             |                             |                | Walter Bax          | 0/1/178/273/65,20 %          |                              |  |  |                           |                           |  |  |                       |                       |
|  | Walter Bax                  | 2/3/220/330/66,66 %         |                | Walter Bax          | 0/1/178/273/65,20 %          |                              |  |  |                           |                           |  |  |                       |                       |
|  | Walter Bax                  | 2/3/220/330/66,66 %         |                |                     |                              |                              |  |  |                           |                           |  |  |                       |                       |
|  | Kevin Tran                  | 0/2/225/328/68,59 %         |                |                     |                              |                              |  |  |                           |                           |  |  |                       |                       |
|  | Kevin Tran                  | 0/2/225/328/68,59 %         | Walter Bax     | 2/3/178/273/65,20 % |                              |                              |  |  |                           |                           |  |  |                       |                       |
|  |                             |                             | Walter Bax     | 2/3/178/273/65,20 % |                              |                              |  |  |                           |                           |  |  |                       |                       |
|  |                             |                             |                |                     | Bernd Singer                 | 0/1/139/270/51,48 %          |  |  |                           |                           |  |  |                       |                       |
|  | Bernd Singer                | 2/3/181/310/58,38 %         |                |                     | Bernd Singer                 | 0/1/139/270/51,48 %          |  |  |                           |                           |  |  |                       |                       |
|  | Bernd Singer                | 2/3/181/310/58,38 %         |                |                     |                              |                              |  |  |                           |                           |  |  |                       |                       |
|  | Rob Scholtes                | 0/2/168/308/54,54 %         |                |                     |                              |                              |  |  |                           |                           |  |  |                       |                       |

## Abschlusstabelle
| Phase           | Platz | Name                 | MP | SP    | Punkte | mögl. Punkte | %       | Best %  |
| --------------- | ----- | -------------------- | -- | ----- | ------ | ------------ | ------- | ------- |
| Finale          | 1     | Eric Daelman         | 8  | 15:5  | 914    | 1178         | 77,58 % | 85,71 % |
| Finale          | 2     | Serdar Gümüş         | 10 | 17:12 | 1244   | 1944         | 63,99 % | 78,51 % |
| Halb- finale    | 3     | Walter Bax           | 10 | 16:8  | 1049   | 1576         | 66,56 % | 69,47 % |
| Halb- finale    | 3     | Jean Reverchon       | 4  | 8:6   | 584    | 904          | 64,60 % | 67,34 % |
| Viertel- finale | 5     | Eric Vervliet        | 8  | 14:4  | 832    | 1170         | 71,11 % | 80,80 % |
| Viertel- finale | 6     | Michael Hammen       | 8  | 13:4  | 747    | 1089         | 68,59 % | 71,66 % |
| Viertel- finale | 7     | Thomas Ahrens        | 2  | 5:4   | 378    | 594          | 63,63 % | 73,57 % |
| Viertel- finale | 8     | Bernd Singer         | 2  | 4:5   | 320    | 580          | 55,17 % | 58,38 % |
| Achtel- finale  | 9     | Kevin Tran           | 0  | 2:3   | 225    | 328          | 68,59 % | –       |
| Achtel- finale  | 10    | Sander Jonen         | 0  | 2:3   | 206    | 330          | 62,42 % | –       |
| Achtel- finale  | 11    | Erik Vijferberg      | 6  | 10:5  | 596    | 962          | 61,95 % | 80,55 % |
| Achtel- finale  | 12    | Xavier Fonellosa     | 0  | 1:3   | 162    | 263          | 61,59 % | –       |
| Achtel- finale  | 13    | Haci Arap Yaman      | 0  | 0:3   | 122    | 208          | 58,65 % | –       |
| Achtel- finale  | 14    | Hector Cuadrado      | 4  | 9:9   | 683    | 1222         | 55,89 % | 64,10 % |
| Achtel- finale  | 15    | Rob Scholtes         | 4  | 9:7   | 543    | 1011         | 53,70 % | 69,19 % |
| Achtel- finale  | 16    | Robert Immervoll     | 4  | 7:9   | 533    | 1037         | 51,39 % | 59,28 % |
| Quali- fikation | 17    | Baris Cin            | 2  | 5:6   | 427    | 776          | 55,02 % | 50,00 % |
| Quali- fikation | 18    | Juan Carlos Cuadrado | 2  | 3:7   | 362    | 673          | 53,78 % | 51,85 % |
| Quali- fikation | 19    | Franz Heigl          | 2  | 4:6   | 351    | 670          | 52,38 % | 60,54 % |
| Quali- fikation | 20    | David Keller         | 2  | 5:8   | 441    | 852          | 51,76 % | 60,06 % |
| Quali- fikation | 21    | René Dericks         | 0  | 3:9   | 376    | 813          | 46,24 % | –       |
| Quali- fikation | 22    | Thomas Zinsmeister   | 0  | 1:9   | 274    | 624          | 43,91 % | –       |
| Quali- fikation | 23    | Lázló Tóth           | 0  | 1:9   | 243    | 639          | 38,02 % | –       |
| Quali- fikation | 24    | Santo Viglianesi     | 0  | 2:9   | 283    | 747          | 37,88 % | –       |